# Большая Лысковка (Дубровенский район)
Большая Лысковка (бел. Вялі́кая Лы́скаўка) — деревня в Дубровенском районе Витебской области Республики Беларусь. В составе Добрынского сельсовета.

## География
Ближайшие населённые пункты Малая Лысковка (Дубровенский район), Поташи (Горецкий район) и др.

## История
До 16 октября 1989 года деревня входила в состав Кленовского сельсовета.

## Население

### Численность
- 1999 год — 13 человек

### Динамика
- 1999 год — 13 человек (перепись населения)